# Tanjirō Kamado
Tanjirō Kamado (竈門 炭治郎 Kamado Tanjirō?) es el protagonista de la serie de manga Kimetsu no Yaiba. Es un adolescente que emprende una búsqueda para restaurar la humanidad de su hermana, Nezuko, quien se convirtió en un demonio después de que su familia fuera asesinada por Muzan Kibutsuji. Después de un encuentro con Giyu Tomioka, un cazador de demonios, es reclutado para convertirse también en un cazador para ayudar a su hermana a volverse humana de nuevo y vengar a su familia. Además de aparecer en el manga, Tanjiro salió en una novela ligera que sirve como la precuela del manga.
Gotouge creó a Tanjirō siguiendo una sugerencia de su editor de tener un personaje principal brillante que destacaría en su oscura narrativa. Su diseño fue influenciado por Himura Kenshin del manga Rurouni Kenshin, de Nobuhiro Watsuki, al decidir qué tan andrógino debería verse el personaje. En la serie de anime, Tanjiro es interpretado por Natsuki Hanae en japonés e Ivan Bastidas en español latino. El personaje ha sido bien recibido por los críticos de manga y anime debido a su naturaleza cariñosa y la relación con su hermana, mientras que también se ha convertido en un luchador fuerte. Esto ha llevado al personaje a ganar múltiples premios basados en su popularidad con la actuación de Hanae, ya que él también recibió uno.

## Creación y diseño
Tanjirō Kamado se origina de las ideas de Koyoharu Gotouge que involucran un one-shot con motivos japoneses. A Tatsuhiko Katayama, su editor, le preocupaba que el one-shot fuera demasiado oscuro para los jóvenes y le preguntó a Gotouge si podían escribir otro tipo de personaje principal que fuera más «brillante». Gotouge ha citado problemas en la creación del personaje debido al contraste que tiene con la historia oscura. Para el lanzamiento del séptimo capítulo del manga, Gotouge dibujó una portada de Tanjiro empuñando su espada mientras sonreía. Sin embargo, debido a la estética restrictiva que tenía el manga, descartaron el dibujo y en su lugar dibujaron un diseño similar con Tanjiro con una expresión seria.
En el diseño inicial, Tanjirō no tenía cicatriz ni llevaba aretes, pero al final sintieron que estos rasgos realmente acentuaban el personaje. En la creación del elenco, Tanjiro tenía cuatro personajes secundarios que se equilibrarían entre sí debido a sus diferentes habilidades. El editor comentó sobre Tanjirō: «[Él] es un tipo de protagonista masculino que realmente no ves mucho. Es muy amable. Tiene a Nezuko, así que viene de esta posición en la que no puede simplemente decir que todos los demonios son maloso. Está en la zona gris». El diseño de Tanjirō también fue influenciado por el editor de Gotouge, quien sugirió darle a Tanjiro una cicatriz facial en su frente inspirada en Himura Kenshin del manga Rurouni Kenshin de Nobuhiro Watsuki al mismo tiempo que le dio aretes para equilibrar lo andrógino que se vería.
Yuma Takahashi, el productor detrás del anime, dijo que disfrutó del papel de Tanjirō en el manga, lo que lo hizo participar en la lectura de la serie. Por cómo se retrató la «Respiración del Agua» de Tanjiro, Ufotable se inspiró en el estilo ukiyo-e de Katsushika Hokusai. La primera escena de la pelea entre Tanjiro y Giyu también fue cuidadosamente animada para brindar a los espectadores una coreografía atractiva. Las técnicas a base de agua de Tanjiro se crearon utilizando una mezcla entre animación dibujada a mano y CGI, mientras que su batalla contra Rui fue una de las escenas más trabajadas en proceso. Takahashi también dijo que Tanjiro es su personaje más identificable de la serie debido a cómo lo inspira su arduo trabajo constante.
Cuando el anime se estrenó en China, el diseño de Tanjiro se modificó notablemente. Debido a que sus piercings tenían elementos de estilo Sol naciente, se temía que ofendería a China continental, lo que llevó a realizar retoques breves en ellos.

### Actor de voz
Tanjiro ha sido interpretado por Natsuki Hanae en japonés. Hanae notó que ha estado involucrado en la interpretación de personajes tristes. Sin embargo, en el caso de Tanjiro, dijo que su personaje es más fácil porque dice lo que piensa y no es del tipo que piensa de una manera y otras cosas. La actriz de Nezuko, Akari Kitō, dijo que Hanae es como un hermano mayor para ella en el estudio, que la apoya y que si en algunas ocasiones tiene dificultades para grabar, Hanae se queda y la espera hasta que termina a pesar de que su trabajo haya acabado. Hanae dijo que también piensa en Kitō como una hermana menor. También dice que es más fácil para él hacer su mejor esfuerzo cuando está rodeado de personas con las que se lleva bien. El estilo de lucha de Tanjiro fue del agrado de Hanae, quien informó que solía hacer los gritos de Tanjiro cuando jugaba videojuegos. Agradeció los comentarios positivos que le dieron los espectadores del anime.

## Apariciones

### Kimetsu no Yaiba
El protagonista, Tanjiro Kamado, es el hijo mayor de un carbonero. En el primer capítulo del manga y mientras se refugiaba de la fría noche nevada, su familia es asesinada por un demonio llamado Muzan Kibutsuji, de los cuales solo su hermana menor Nezuko Kamado sobrevive. Pero después de rescatar a su hermana, este la lleva desesperadamente en su espalda al pueblo cercano para pedir ayuda, sin embargo en pleno trayecto al pueblo, Nezuko se despierta ahora convertida en una demonio y trata de atacarlo, pero Tanjirō trata por todos los medios de defenderse de su hermana, hasta que rápidamente ambos son abordados por un joven llamado Giyu Tomioka, un poderoso espadachín y miembro del Cuerpo de Demon Slayers y actual Pilar (Hashira) del Agua, miembro de una organización secreta encargada de matar a los demonios y en primera instancia Tomioka intenta matar a Nezuko por su condición de demonio, pero Tanjirō hace todo lo posible para protegerla de este Demon Slayer, usando incluso un hacha. Después de ver las habilidades de Tanjiro en batalla, así como la falta de voluntad de Nezuko para devorar a su hermano, el propio Tomioka decide perdonarle la vida a Nezuko y de paso le coloca su característico bozal de bambú en la boca a Nezuko, para evitar que esta devorara o lastimara a un humano. Tras esto Tomioka decide enviar a Tanjiro y su hermana al monte Sagiri para convertirse en un Demon Slayer, bajo la tutela del Ex-Pilar del Agua, Sakonji Urokodaki. Después de dos años de arduo entrenamiento y aprendiendo a usar la espada, Tanjiro aprende el estilo de la «Respiración de Agua» (水の呼吸法 Mizu no Kokyū-hō?). Luego de pasar una prueba, Tanjiro se convierte en miembro del Cuerpo de Demon Slayer. Más tarde, los hermanos conocen a una amistosa mujer llamada Tamayo, una demonio desertora de las filas de Muzan, la cual es buscada por este último por ser un enorme cabo suelto en sus planes y ayuda a los hermanos Kamado en su investigación para encontrar una manera de restaurar la humanidad de Nezuko. Como resultado, Tanjiro comienza a recolectar muestras de sangre de los demonios que vence, cuanto más fuertes, mejor. Luego, en su batalla con Rui, comenzó a usar la técnica Hinokami Kagura, fusionando ambos para crear un estilo de lucha más sostenible. El color de su espada es negro, ocasionalmente se vuelve rojo carmesí y se vuelve mucho más fuerte cuando se combina con el arte Demoniaco de Nezuko, una técnica que luego aprende a realizar sin su ayuda. Aunque finalmente venga a su familia durante la batalla final, perdiendo su brazo y un ojo en el proceso mientras es herido de muerte, se recupera después de que Muzan lo convierte en un demonio antes de morir Al perder la conciencia en la transformación hasta el punto de atacar a sus propios amigos, Tanjiro como demonio se convierte en una amenaza mayor que el propio Muzan, dado que es inmune a la luz del sol como su hermana, hasta que logra volver a su forma humana, gracias a los esfuerzos de sus amigos, aunque tanto el ojo como el brazo que se regeneraron cuando se convirtió en demonio perdieron la mayoría de sus funciones. Después de la batalla, Tanjiro regresa a casa con su hermana y amigos. Más tarde se revela que se casó con su compañera Kanao Tsuyuri.

### Novela ligera
Una novela ligera titulada Demon Slayer: Flower of Happiness narra las vidas de Tanjiro y Zenitsu antes del comienzo de la serie principal. También se ha lanzado mercadotecnia basada en Tanjiro.

## Recepción

### Crítica
La recepción crítica de Tanjiro ha sido positiva desde su presentación. Otaku USA catalogó a Tanjiro como un personaje antiestereotipado de los protagonistas shonen debido a que su deseo de luchar es únicamente para encontrar una cura y proteger a Nezuko, mientras destaca su personalidad amistosa en una historia oscura. A Anime News Network también le gustó el diseño de Tanjiro debido a cómo traduce la narrativa de que su familia es pobre, mientras que también le gusta la forma en que los personajes viven con ellos y más tarde solo con Nezuko. Comic Book Bin sintió que el viaje de Tanjiro fue inspirador debido al dolor que sufrió para salvar a Nezuko, haciéndolo agradable. Si bien señaló que el personaje se convierte en un guerrero en el segundo volumen del manga, el escritor cree que podría experimentar un gran dolor a través de su búsqueda. Sin embargo, independientemente de cuántas batallas luchó, Comic Book Bin disfrutó de cómo Tanjiro conservaba su cariñosa personalidad. IGN señaló que a pesar de las similitudes entre Kimetsu no Yaiba y otras series del mismo género, Tanjiro también se destaca por sus rasgos cariñosos, comparándolo con Allen Walker de D.Gray-man de Katsura Hoshino, serie que también exhibe estos rasgos cuando se enfrenta al dilema de herir a un enemigo. La relación de Tanjiro con Nezuko fue aclamada por IGN como «una de las partes más entrañables de Demon Slayer, si no podría decirse que su corazón y alma palpita». A Fandom Post también le gustó el cuidado de Tanjiro por los demás, incluso si los otros personajes que conoce son antagonistas, y la mayoría de ellos son demonios. Como resultado, Fandom Post creía que el manga lo hacía atractivo. De manera similar, Manga Tokyo se preguntó cómo cambiaría Tanjiro en su búsqueda debido a su necesidad de volverse más fuerte y si podría o no alcanzar el final feliz que desea.
En lo que respecta al manejo de Ufotable de la serie, a Manga Tokyo le gustó su apariencia visual, encontrándola sobresaliente dentro del género shonen, pero sintió que su lucha con Giyu fue dura, lo que hizo que el protagonista fuera más agradable. La interpretación de Natsuki Hanae como Tanjiro fue elogiada por el crítico. Anime News Network compartió opiniones similares, pero sintió que sus rasgos lo hacían predecible. Sin embargo, el manejo del horror de Tanjiro con respecto a la condición de Nezuko fue objeto de elogios. The Fandom Post disfrutó del debut de Tanjiro en la serie debido a cómo Ufotable manejó la conmoción del personaje por la tragedia de su familia y cómo lucha contra Giyu para proteger a su hermana. Como resultado, ve a Tanjiro como un personaje con potencial para ser atractivo. El Fandom Post halagó lo hábil que se volvió Tanjiro en el décimo volumen del manga, por lo que es una de las mejores razones para seguir leyéndolo impreso.
Escribiendo para Comic Book Resources, Sage Ashford elogió a los protagonistas, a quienes llamó «los protagonistas masculinos y femeninos más agradables de la década». Gadget Tsūshin enumeró tanto el sufijo de técnicas de respiración como «¡Ah! ¡La era, la era cambió de nuevo!» en su lista de palabras de moda de anime de 2019. Manga Tokyo sintió que la caracterización de Tanjiro es única dentro de la serie que el escritor ha visto, citando las escenas en las que el personaje se anima y trata de trabajar para completar sus responsabilidades. Las habilidades de Tanjiro con respecto a su respiración fueron señaladas como uno de los eventos más sorprendentes en la serie de anime por IGN Latinoamérica. A finales de 2019, IGN se preguntaba sobre las posibilidades de que Tanjiro muriera en el manga a manos de Muzan debido a las múltiples heridas que sufrió en su combate contra el demonio.

### Popularidad
El personaje de Tanjiro ha sido muy popular. Ocupó el primer lugar en la primera encuesta de popularidad de personajes de Kimetsu no Yaiba con 6.742 votos. En febrero de 2020 en Crunchyroll Anime Awards, Tanjiro ganó la categoría «Mejor chico» y la pelea de Tanjiro y Nezuko contra Rui ganó en la categoría «Mejor escena de pelea». Ganó el premio Newtype al «Mejor personaje masculino» por su papel en la serie, junto con Natsuki Hanae que también fue galardonado por su interpretación. Según Comic Book Resources, el pendiente hanafuda de Tanjiro también es muy popular entre los fanes. El mismo sitio también hizo una lista de las 10 mejores citas que dice el personaje en el anime. También apareció en un artículo de TV Time con los mejores personajes de 2019. En una encuesta de Benesse, Tanjiro fue votado como el personaje más confiable por Shinkenzemi Elementary School Course.
En noviembre de 2020, la policía de Hong Kong publicó una imagen de su mascota antifraude parecida a Tanjiro. La activista prodemocrática de Hong Kong, Agnes Chow, expresó su temor por sus similitudes con el personaje, afirmando que si bien no es una violación de los derechos de autor, estaba decepcionada por la falta de derechos creativos. Una tarjeta ilustrada por el autor de Gintama, Hideaki Sorachi, que representa a Tanjiro, fue entregada a los espectadores en la primera semana del estreno de Gintama The Final Film.